# Giò Pomodoro
Giò Pomodoro (Orciano di Pesaro, 17 de noviembre de 1930-Milán, 21 de diciembre de 2002) fue un escultor italiano. Es considerado uno de los escultores más importantes del arte abstracto en la escena internacional del siglo XX. Hermano del también escultor Arnaldo Pomodoro.

## Biografía

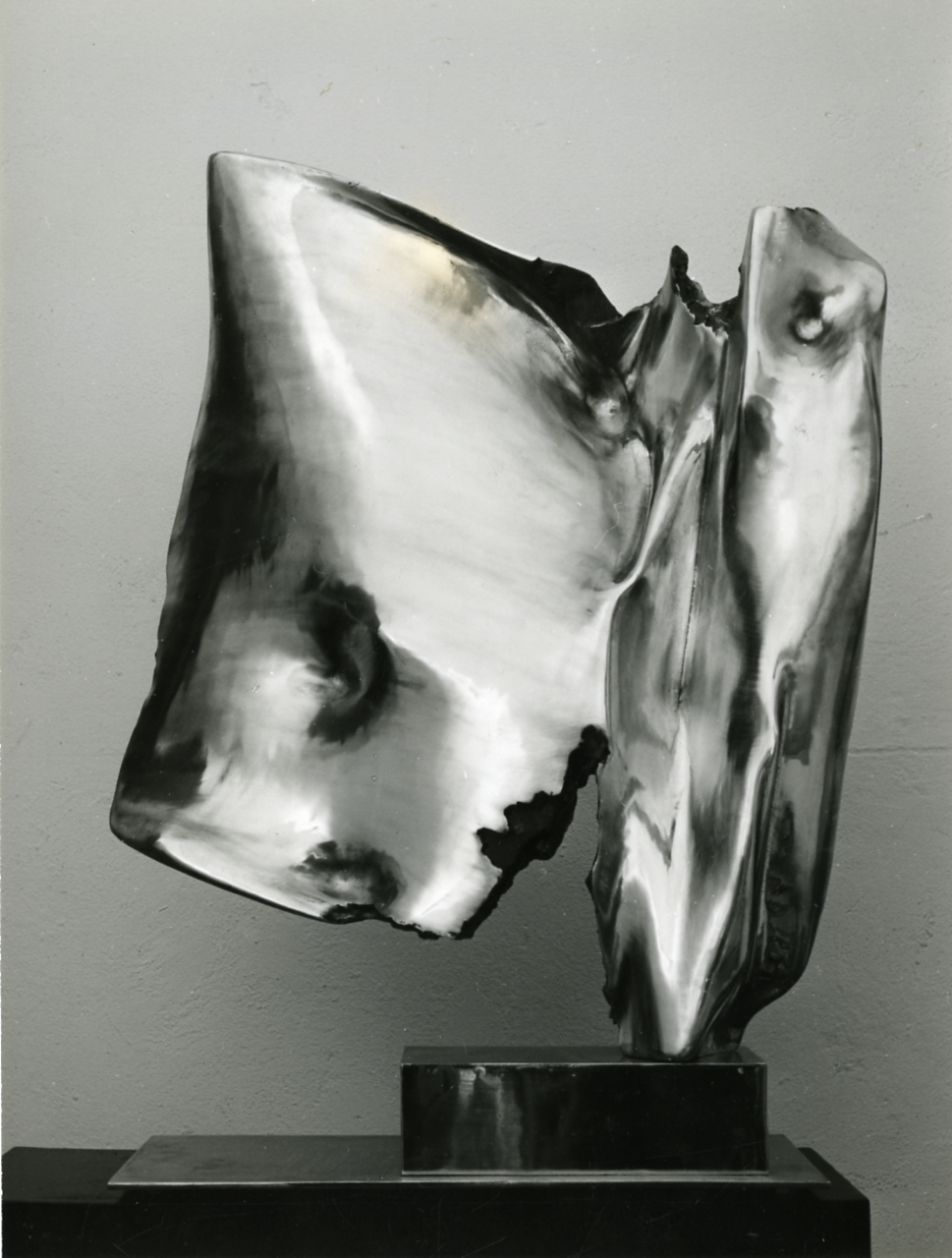
Escultura en bronce, década de 1960.

Nació en Orciano di Pesaro, en la región italiana de Marcas, el 17 de noviembre de 1930. Ya desde 1955 empezó a colaborar con su hermano mayor, Arnaldo Pomodoro, y con artistas de la talla de Piero Dorazio, Gastone Novelli, Giulio Turcato, Tancredi Parmeggiani, Achille Perilli y el argentino Lucio Fontana. Sus primeros trabajos fueron presentados al llamado grupo Continuità, que contaba con la participación de críticos como Guido Ballo, Giulio Carlo Argan y Franco Russoli.
Más tarde se separó de estos artistas y dirigió su inquietud artística hacia una «representación racional de los signos». Se dedicó activamente a la escultura de exploración, comenzando muy joven con sus primera experiencias informales en torno a la idea de «signo». Posteriormente, llegó al «ciclo de la materia, el vacío y la geometría», con Superfici in tensione (Superficies en tensión), Folle (Locos) y luego transformando las tensiones en torsiones con Soli (Soles), Archi (Arcos) y Spirali (Espirales). Predijo amplias áreas flotantes en bronce y grandes bloques esculpidos en mármol o escuadrados con rigidez en piedra. En estas obras suelen abrirse espacios vacíos que dejan entrar la luz del sol, siendo usualmente el sol el tema de sus obras, el que se vincula en ellas a precisos planteamientos ideológicos del autor.
En 1956, fue invitado a la XXVIII Bienal de Venecia, donde expuso sus Argenti fusi su osso di seppia (Platas fundidas sobre hueso de sepia), dedicadas al poeta Ezra Pound. En 1959 fue invitado también a la documenta 2 en Kassel (Alemania), donde expuso Fluidità contrapposta (Fluidez contrapuesta) y, durante ese mismo año, participó en la Bienal de Artistas Jóvenes de París con Superfici in tensione (Superficies en tensión), ganando el Premio de escultura, junto con Anthony Caro. En 1961 realizó dos exposiciones en la Galería Internacional de París y en la Galería Blu de Milán. Fue invitado por segunda vez a la XXXI Bienal de Venecia de 1962. A partir de 1965 se dedicó a sus obras Radiali e Quadrati. Entre 1966 y 1967 tuvo dos estadías en Estados Unidos, dedicadas a presentar algunas de sus obras en la galería Marlborough y en la galería de Martha Jackson, ambas en la ciudad de Nueva York.

Obras en el taller de Giò Pomodoro en Milán. Fotos de Paolo Monti
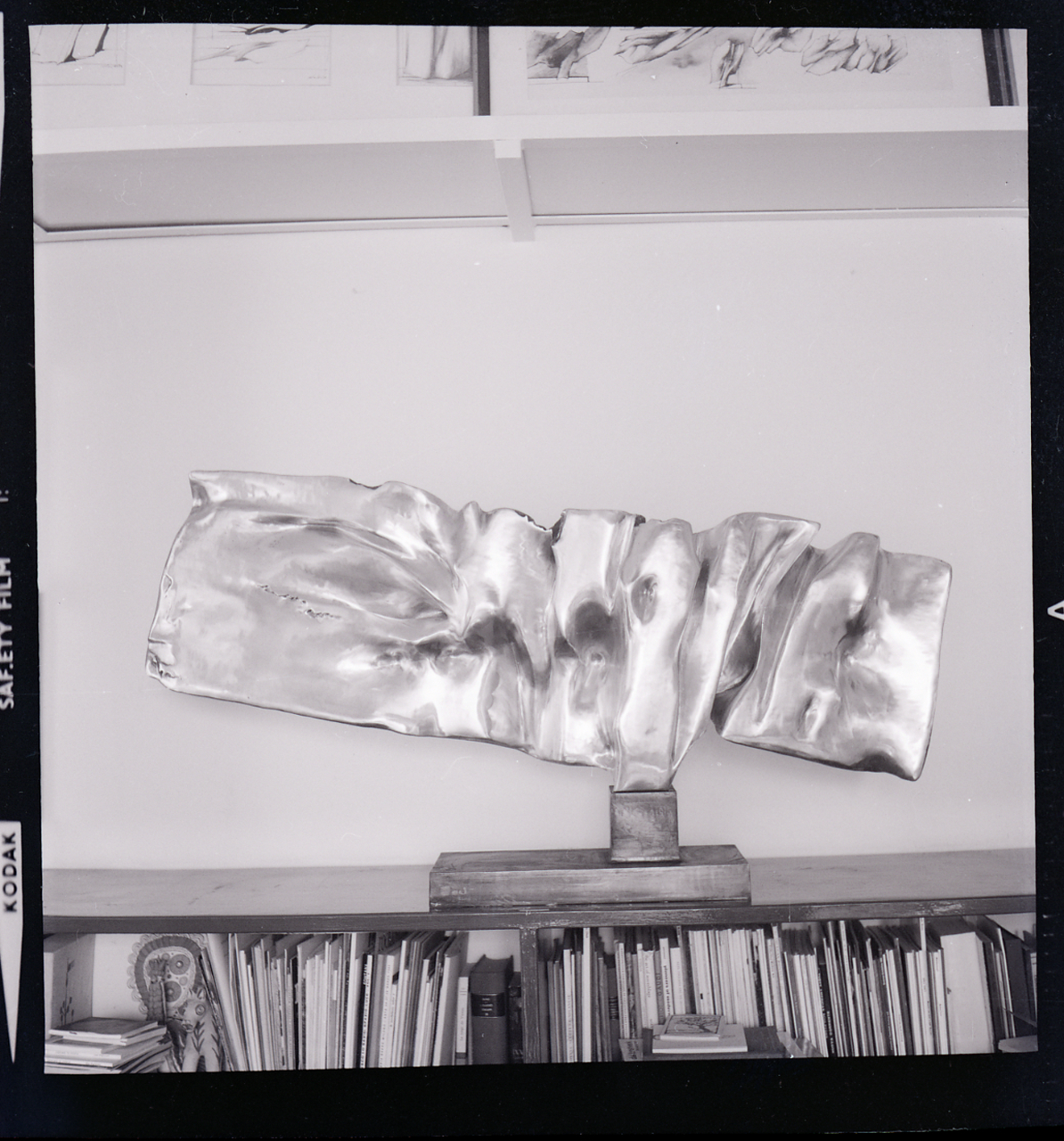
1964
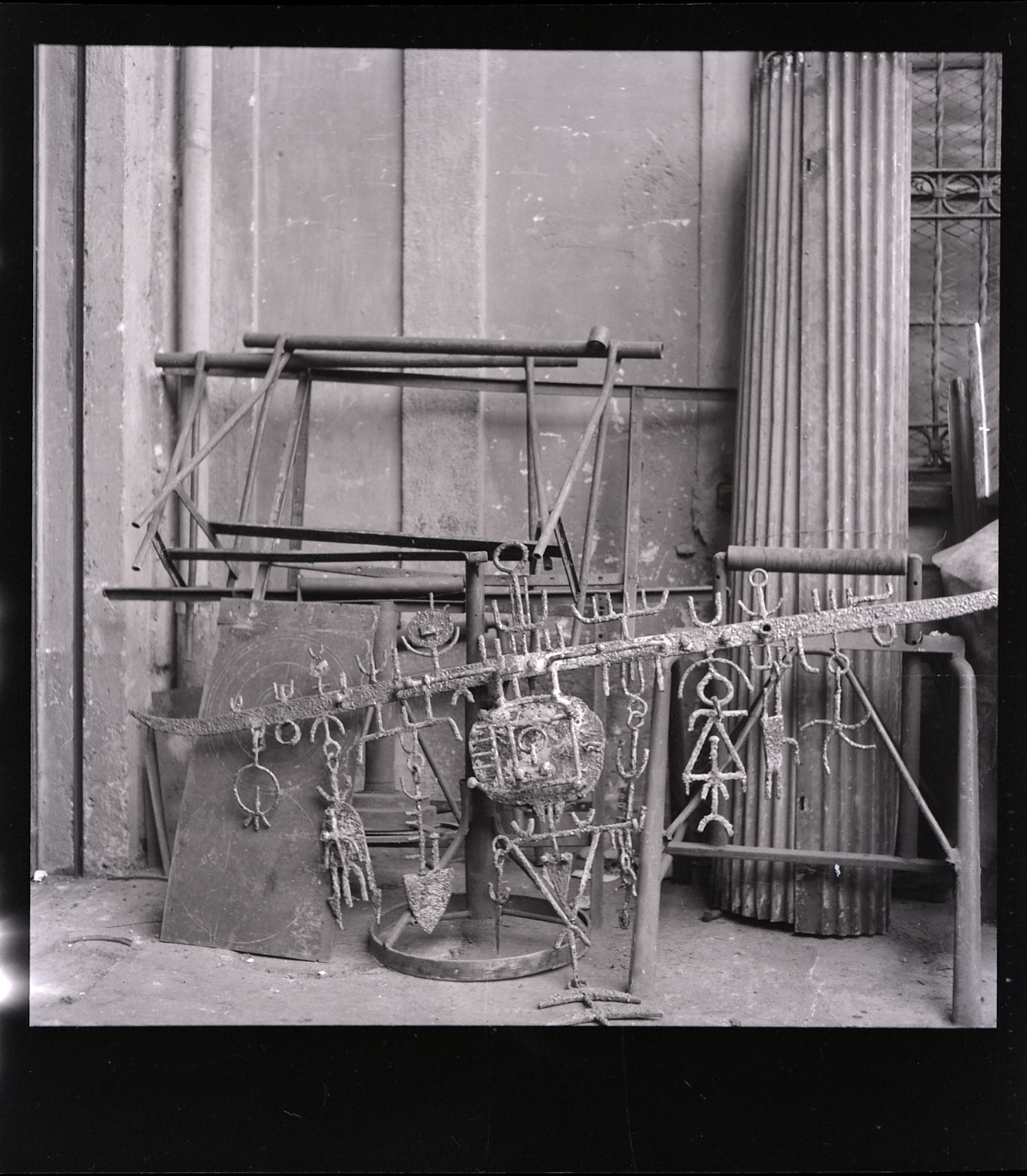
1965
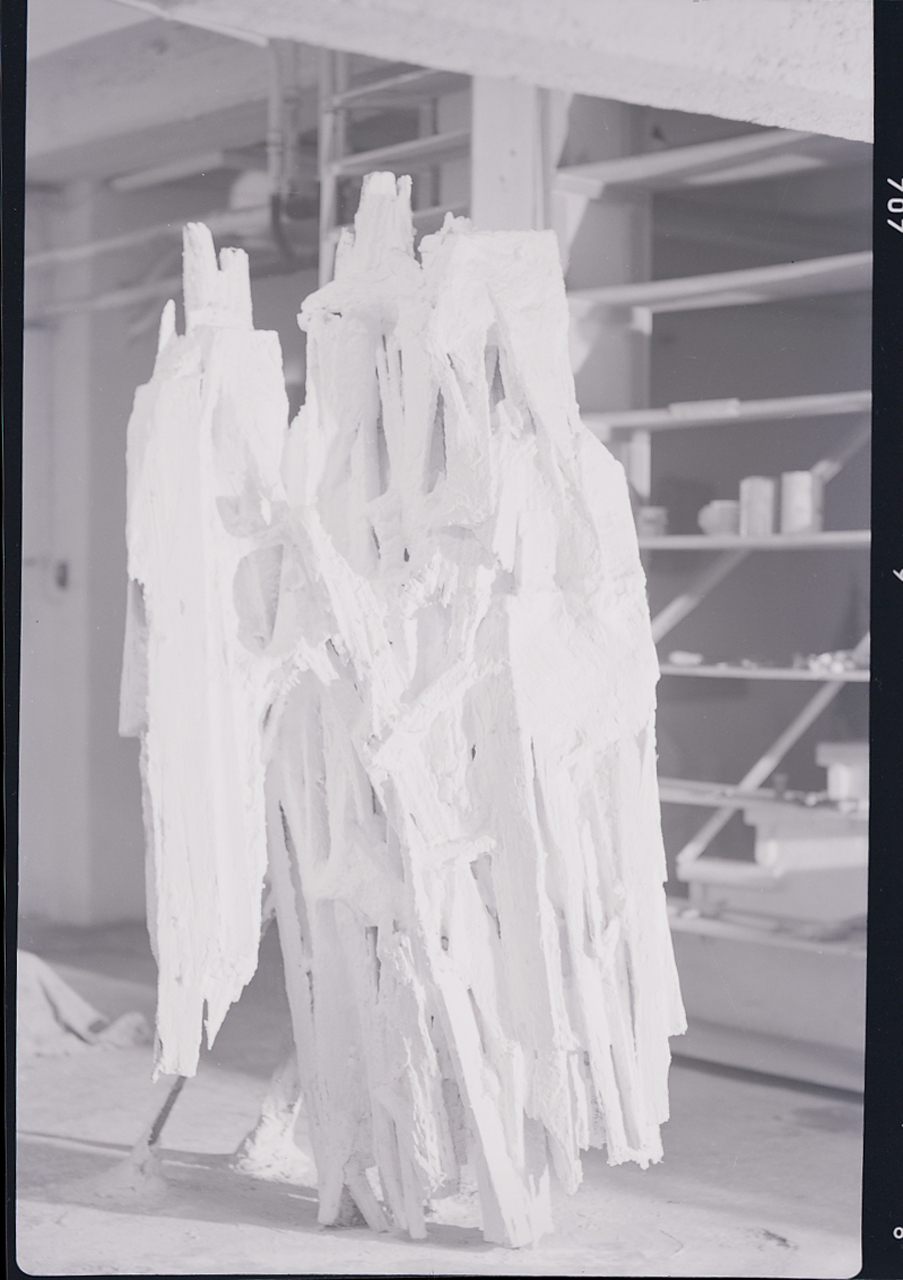
1965
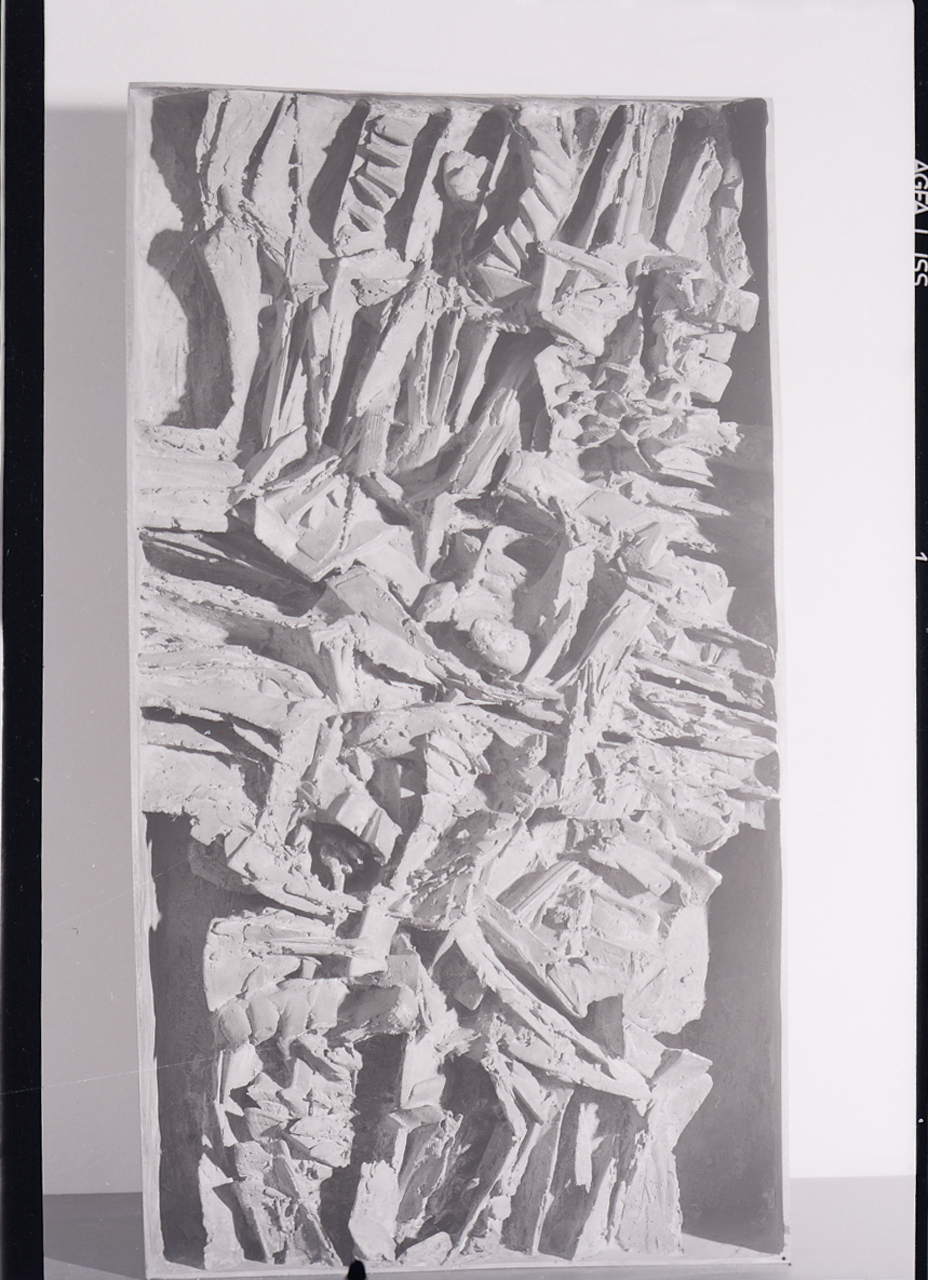
1965
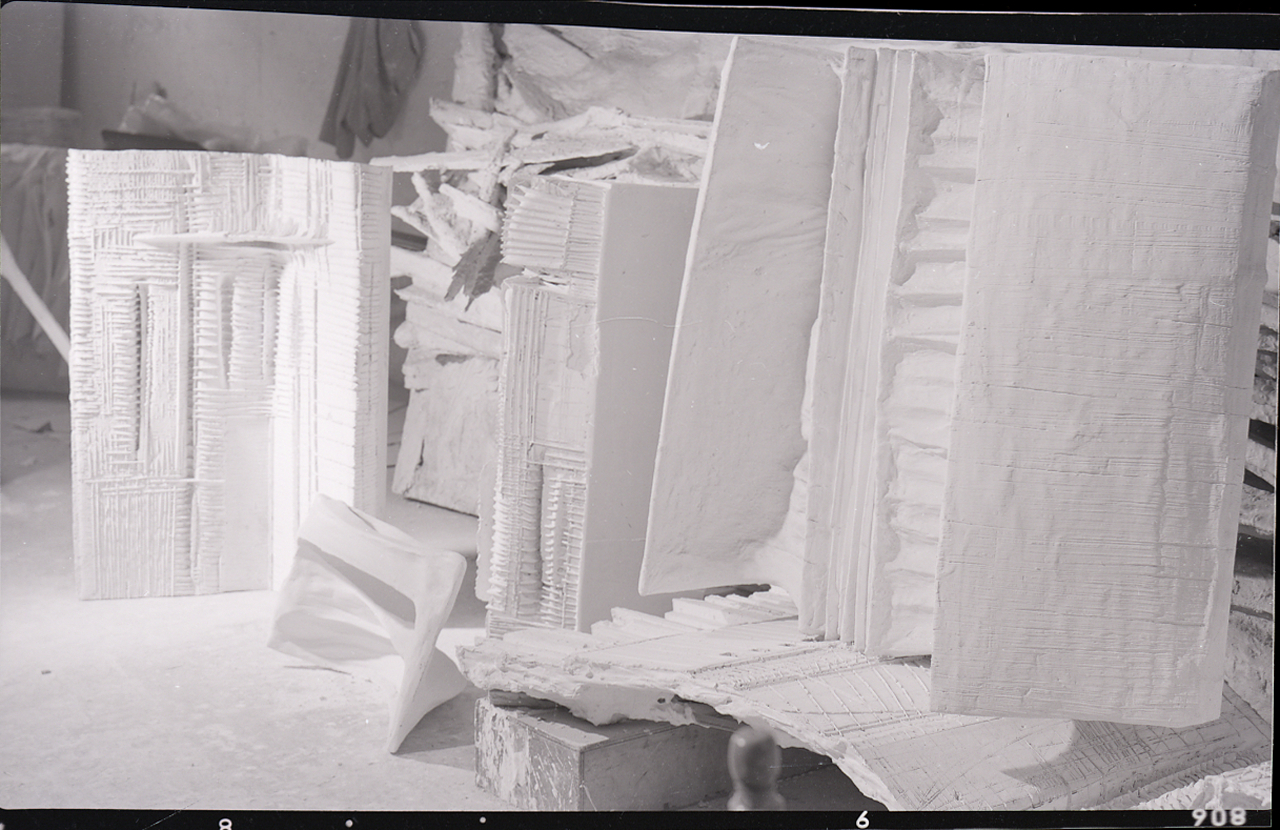
1965
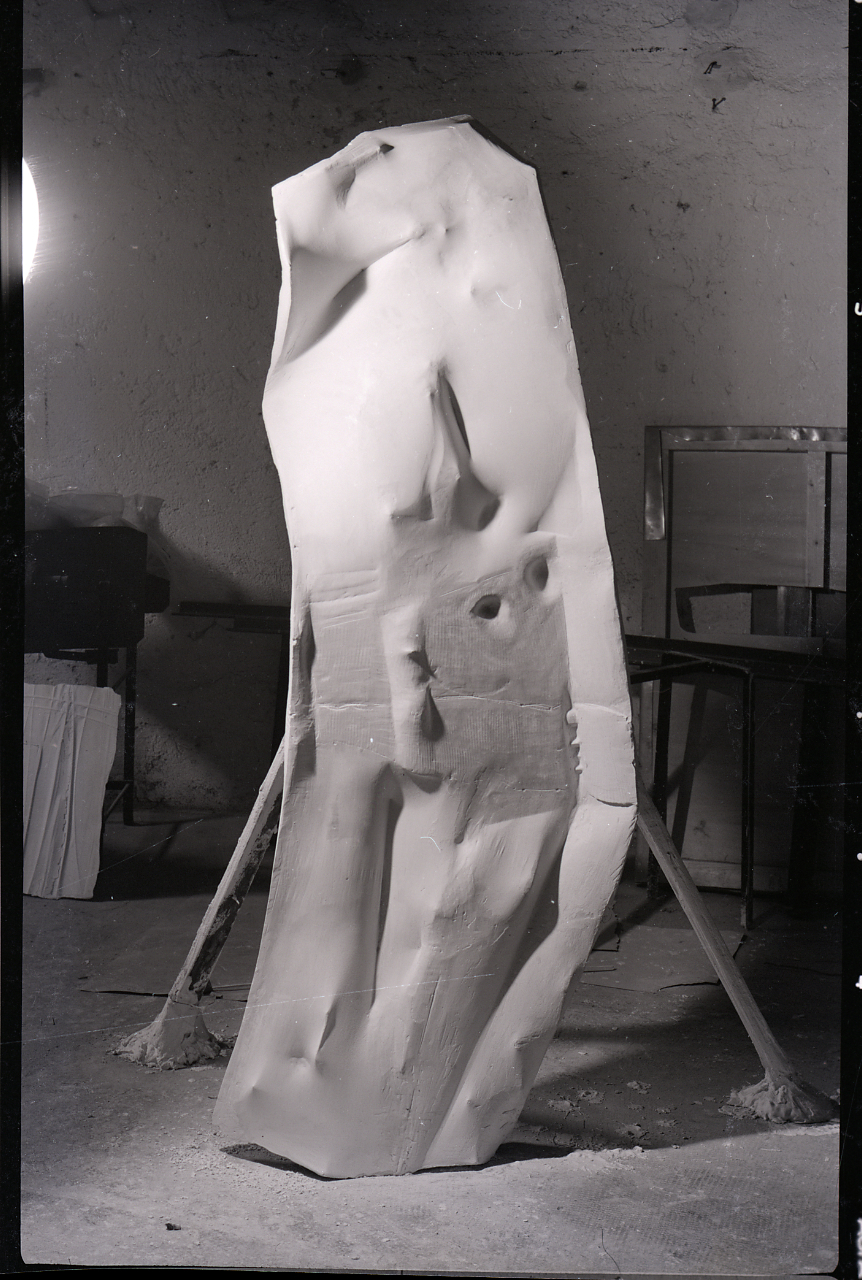
1965

## Las obras monumentales

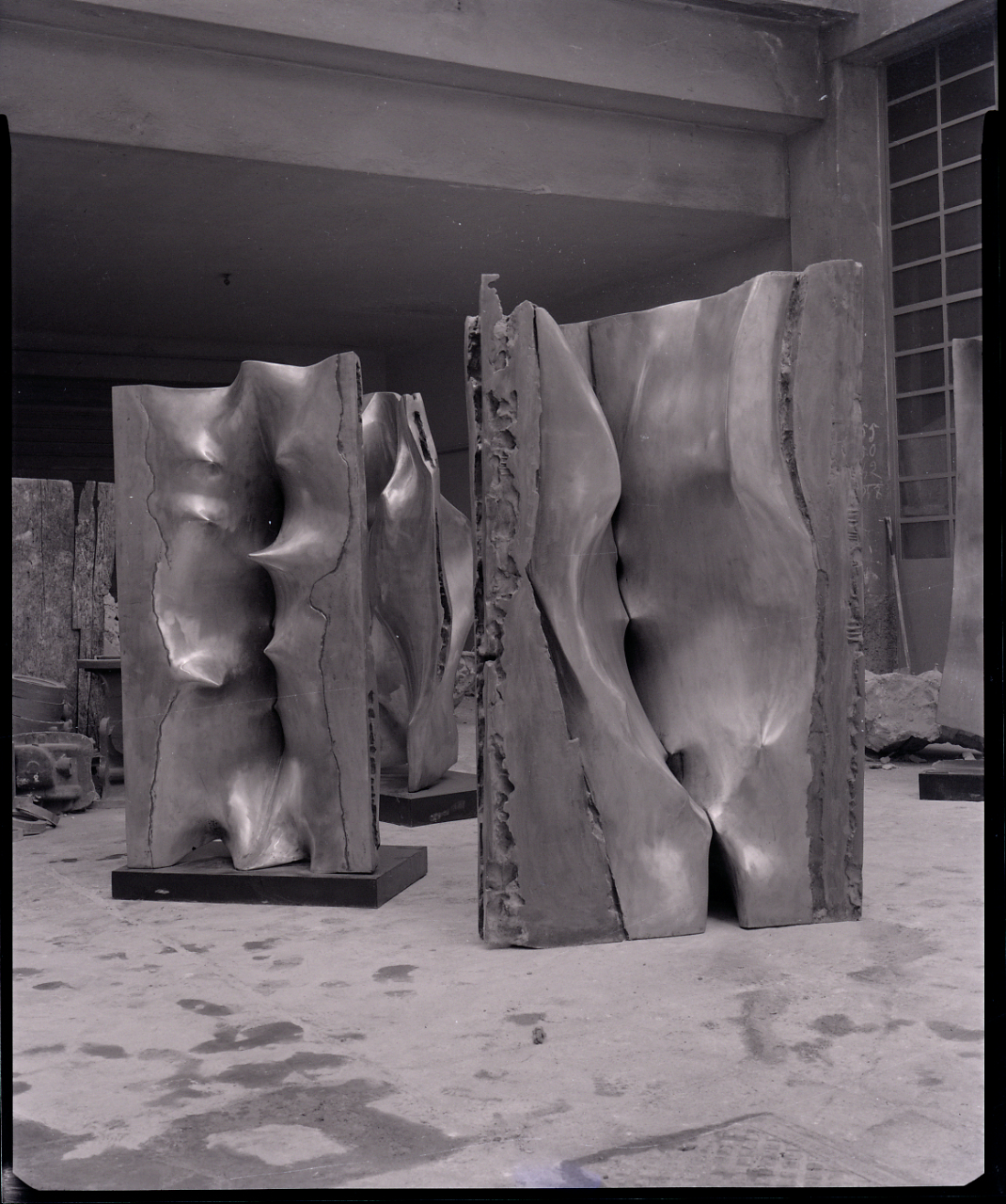
Obras de Giò Pomodoro en Vimercate (Milán), 1965.

Entre sus obras más famosas se encuentran las grandes obras monumentales en piedra y bronce, centradas en el disfrute social del arte. Entre estas grandes obras cabe destacar:
- Piano d'Uso Collettivo, dedicado a Antonio Gramsci, en Ales, Cerdeña (1974);
- Teatro del Sole - 21 giugno, solstizio d'estate, fuente dedicada a Goethe, en Fráncfort (1976);
- Ponte dei Martiri – omaggio alla Resistenza a Ravenna, complejo arquitectónico, en Ravena (1980);
- Spirale, en torno al aeropuerto de Malpensa (1982);
- Sole - Luna - Albero o Fuente de Giò Pomodoro, un complejo monumental instalado en Monza, en la plaza de calle Ramazzotti, que comprende las esculturas em piedra de la figuras arquetípicas Sole, Luna y Albero, conectadas entre sí por un circuito de fuentes (1982);
- Sole aerospazio en Turín (1989);
- Luogo dei quattro punti cardinali, similar al complejo de Monza, es un enorme lugar esculpido para el encuentro y el descanso de la gente, fruto de una investigación de diseño que duró diez años, situado dentro de un parque en Taino, frente al lago Mayor (1981-1991);
- Spirale, en homenaje a Galileo, en Padua (1992);
- Scala solare, en homenaje a Kepler, en Tel Aviv (1993);
- Sole, en homenaje a Galileo, en Florencia (1997);
- Sole, dedicado a los italianos del mundo, en Génova (2001);
- Frammento di Vuoto en la Plaza Roma de Carbonia (2002);
- Vela, dedicado a Sestri Levante (2003);
- Fuente en Chianciano Terme;
- Fuente Giò Pomodoro, en la Plaza Oberdan de Atessa (2005), diseñada por Pomodoro, pero realizada póstumamente por Giorgio Pardi.

## Colecciones en museos
Varias de sus obras se encuentran en colecciones públicas y privadas a lo largo de todo el mundo, contando con exposiciones en Estados Unidos, México, Arabia Saudita, Bélgica, Reino Unido y en su natal Italia.

## Premios y distinciones
- Medalla al mérito cultural y artístico de la República Italiana, otorgada el 13 de enero de 1997;[1]
- En 2002, el Centro Internacional de Escultura le otorgó, por los méritos de toda su carrera, el Lifetime Achievement Award in Contemporary Sculpture, galardón concedido previamente a artistas como Louise Bourgeois, Anthony Caro, Eduardo Chillida, Claes Oldenburg y Robert Rauschenberg, pero siendo primera vez que recaía en un escultor italiano;
- En 2002, el artista fue homenajeado con una obra en el Simpósio Internacional de Esculturas de Brasil, en Brusque.[2]